# イギリス国鉄442形電車
イギリス国鉄442形電車（いぎりすこくてつ442けいでんしゃ）は、1987年（昭和62年）に登場したイギリス国鉄の急行形電車である。

## 概要
イギリス国鉄のロンドン首都圏電鉄線事業部のネットワーク・サウスイーストにより南西本線ウェイマス電化用として、また南西本線ウォータールー～ボーンマス間の急行に充当されていた4-REP形の置き換え用として導入された。

### 導入の背景
前身私鉄のサザン鉄道はロンドン近郊列車の電車化をいち早く進めていたものの、長距離運用は国有化以降も長らく蒸気機関車牽引による運用だった。ロンドンのウォータールーとウェイマスを結ぶ南西本線は1967年に無煙化されることとなったが、費用削減のため電化はボーンマスまでに限定され、マーク1型客車を改造した制御客車ユニットの4-TC形、及びマーク1型客車を改造した中間車をマーク1型客車をベースとした新造の制御電動車で挟んだ4-REP形が導入されることとなり、ウェイマスまでの列車は電化区間は4-REP形1編成が4-TC形2編成を牽引し、ボーンマス以西の非電化区間は33型ディーゼル機関車に交代する運用が続いた。その後1980年代に入りウェイマスまでの全線電化開業用として、また上記の複雑なプッシュプル運用を解消するために製造されたのがこの442形であった。
1987年に第1編成が登場し、翌1988年より全24編成が順次運行開始したが、新型コロナウイルス感染症拡大による運行削減のため2020年3月に全車が運用離脱した。

## 車両概説

### 車体
車体は普通鋼製で、当時イギリス国鉄で標準設計とされ、HST用客車や150形気動車、南西本線近距離用の455形電車など数多くの形式に採用されたマーク3車体を採用している。マーク3型車体は電車・気動車の派生型とは異なり、HST用客車などと同様車体長は23mと長く、また側窓は固定式となっている。
なお、前頭部をはじめ、車体各部にそれまでイギリス国内の鉄道車両では採用例があまり存在しなかったFRP樹脂が多用され、鉄道ファンからは「Plastic Pigs」という愛称が与えられた。
側扉は元となったマーク3客車のスラムドアではなくプラグドアが採用され、これもまた国内では最初期の採用例となった。

### 機器
編成構成は中間電動車1両が付随車を2両ずつ両側に挟む形となっており、MT比は1M4Tと極めて低い。主電動機や駆動装置などは本形式による置き換え対象となった4-REP形の廃車発生品を再利用し、それぞれイングリッシュ・エレクトリック製EE546と旧来の吊り掛け駆動が採用されている。廃車発生品の再利用は4-SUB形の一部編成などに多く見られる、サザン鉄道時代以来続く慣習である。
マーク3型の中間電動車は通勤型には前例はあったものの、高速運転が対応なものは存在しなかった。しかしながらBRELはアイルランド交通システム（現・アイルランド国鉄）向けマーク3型電源車を納入した実績があり、耐久性や機器重量に留意した設計だったため、この電源車をベースとして開発がすすめられたことで中間電動車の自重は付随車プラス15t程度に抑えられた。
本形式は電化区間のみならず、検査入場のために非電化区間をディーゼル機関車に牽引されることが想定されたため、連結器はねじ式バッファ付き、ジャンパ栓も27本にのぼる。

## 運用

### 国鉄時代
1987年12月に第1編成が出場、試験走行を経て営業運転を開始した。試験走行時の最高時速は175km/hにものぼり、当時の第三軌条電化としては世界最速記録を樹立した。当初は南西本線のみだったが、のちにポーツマス短絡線の運用にも充当された。

### サウス・ウェスト・トレインズ時代
分割民営化後は全車がリース会社エンジェル・トレインズに継承され、南西本線の運行を引き継いだサウス・ウェスト・トレインズにリースされた。

## 保存
トップナンバーの442401Fの内先頭車1両（77382号車）は2016年の廃車後イーストリー工場に保管され、鉄道博物館の展示候補となったが、のちに対象外とされ、2021年にはノーザンブリア鉄道保存会に譲渡されている。

## 編成表
|          |                |                |                |                |                |                                                                                                   |  |
| 形式     | DTF (クロ)     | TSO (サハ)     | MBLS (モハシ)  | TSO (サハ)     | DTS (クハ)     | 備考                                                                                              |  |
| 機器配置 |                |                | CONT, MG, CP   |                |                | 備考                                                                                              |  |
| 車両番号 | 77382 ～ 77405 | 71818 ～ 71841 | 62937 ～ 62960 | 71842 ～ 71865 | 77406 ～ 77429 | DTFは計画段階ではDTS、のちの更新工事で再びDTSに改造。 MBLSはビュフェ撤去の上MLC（モロハニ）に改造 |  |